# ناحیه گراند آیلند، میشیگان
ناحیه گراند آیلند (به انگلیسی: Grand Island Township) یک منطقهٔ مسکونی در ایالات متحده آمریکا است که در شهرستان آلگر، میشیگان واقع شده‌است.
 ناحیه گراند آیلند ۱۲۷٫۱ کیلومتر مربع مساحت و ۴۷ نفر جمعیت دارد و ۲۱۰ متر بالاتر از سطح دریا واقع شده‌است.